# Осеола (Огайо)
Осеола (англ. Oceola) — переписна місцевість (CDP) в США, в окрузі Кроуфорд штату Огайо. Населення — 156 осіб (2020).

## Географія
Осеола розташована за координатами 40°50′39″ пн. ш. 83°5′41″ зх. д. / 40.84417° пн. ш. 83.09472° зх. д. (40.844087, -83.094763).  За даними Бюро перепису населення США в 2010 році переписна місцевість мала площу 1,30 км², уся площа — суходіл.

## Демографія
Згідно з переписом 2010 року, у переписній місцевості мешкало 190 осіб у 72 домогосподарствах у складі 53 родин. Густота населення становила 146 осіб/км².  Було 73 помешкання (56/км²).
Расовий склад населення:
| - 98,9 % — білих - 0,5 % — корінних американців |

До двох чи більше рас належало 0,0 %. Частка іспаномовних становила 2,1 % від усіх жителів.
За віковим діапазоном населення розподілялося таким чином: 25,8 % — особи молодші 18 років, 62,6 % — особи у віці 18—64 років, 11,6 % — особи у віці 65 років та старші. Медіана віку мешканця становила 39,0 року. На 100 осіб жіночої статі у переписній місцевості припадало 95,9 чоловіків;  на 100 жінок у віці від 18 років та старших — 107,4 чоловіків також старших 18 років.
За межею бідності перебувало 87,0 % осіб, у тому числі 100,0 % дітей у віці до 18 років та 100,0 % осіб у віці 65 років та старших.
Цивільне працевлаштоване населення становило 55 осіб. Основні галузі зайнятості: виробництво — 50,9 %, мистецтво, розваги та відпочинок — 49,1 %.